# O Grande Bazar
O Grande Bazar és una pel·lícula moçambiquesa de 2006 dirigida per Licínio Azevedo.

## Argument
Dos nens amb diferents experiències i metes són a un vell mercat africà. Un d'ells a la recerca de treball per recuperar el que li va ser robat i ser capaç de tornar a casa; l'altra no té mitjans i fins i tot roba per no haver de viure amb la família. Malgrat aquestes diferències, esdevenen amics i plegats reinventen el món.

## Fitxa artística
- Edmundo Mondlane
- Chano Orlando
- Chico António
- Paito Tcheco
- Manuel Adamo

## Fitxa tècnica
- Realitzador: Licínio Azevedo
- Director de fotografia: Karl de Sousa
- Montatge: Orlando Mesquita
- So: Gabriel Mondlane
- Música: Chico António

## Festivals
- AfryKamera Festival,  Polònia
- Children Film Festival,  Regne Unit
- Cinema Africa,  Suècia
- Fribourg Film Festival,  Suïssa
- Journées Cinématographiques de Carthage,  Tunísia
- Montréal Film Festival,  Canadà
- Rassegna di Cinema Africano,  Itàlia
- Tampere Film Festival,  Finlàndia
- Vancouver International Film Festival,  Canadà

## Premis
- Millor Curtmetratge, Premi del Públic del Festival Cinémas d'Afrique a Angers, França (2007)
- FIPA de Prata no FIPA - Festival International of Audiovisual Programs, França[Enllaç no actiu] (2006)
- Millor curtmetratge al 27è Durban International Film Festival, África do Sul (2006)
- Millor film de ficció llargmetratge del 2n CINEPORT, Brasil Arxivat 2013-01-23 at Archive.is (2006)
- Millor Vídeo, XVI Balafon Film Festival, Itàlia (2006)
- Millor Ficció, 33a Jornada Internacional de Cinema da Bahia, Brasil (2006)